# Britannia Row Studios
Britannia Row Studios je nahrávací studio v londýnském Fulhamu. Původně jej nechali vystavět členové skupiny Pink Floyd po vydání svého alba Wish You Were Here. Kapela zde později nahrála několik svých alb. Dále zde nahrávali například hudebník Jon Lord, zpěvačka Julie Covingtonová či skupiny The Damned a Joy Division. Výhradním vlastníkem se později stal Nick Mason, bubeník skupiny Pink Floyd, který jej však počátkem devadesátých let prodal.